# إل سنترو (كاليفورنيا)
إل سنترو هي مقعد مقاطعة لمقاطعة إمبريال، كاليفورنيا بالولايات المتحدة الأمريكية وهي أكبر مدينة في إمبيريال فالي.

## التركيبة السكانية
حدّد مكتب تعداد الولايات المتحدة بيانات التركيبة السكانية لإل سنترو في تعداد الولايات المتحدة. في ما يلي، التركيبة السكانية حسب تعدادي 2000 و2010.

### تعداد عام 2000
بلغ عدد سكان إل سنترو 37,835 نسمة بحسب تعداد عام 2000، وبلغ عدد الأسر 11,439 أسرة وعدد العائلات 8,908 عائلة مقيمة في المدينة. في حين سجلت الكثافة السكانية 1,231.6 نسمة لكل كيلومتر مربع (3,189.8/ميل2). وبلغ عدد الوحدات السكنية 12,263 وحدة بمتوسط كثافة قدره 399.2 لكل كيلومتر مربع (1,033.9/ميل2).
وتوزع التركيب العرقي للمدينة بنسبة 46.86% من البيض و3.16% من الأمريكيين الأفارقة و0.98% من الأمريكيين الأصليين و3.50% من الأمريكيين ذوي الأصول الآسيوية و0.10% من سكان جزر المحيط الهادئ و41.68% من الأعراق الأخرى و3.73% من عرقين مختلطين أو أكثر و74.58% من الهسبانيون أو اللاتينيون من أي عرق.
بلغ عدد الأسر 11,439 أسرة كانت نسبة 53.1% منها لديها أطفال تحت سن الثامنة عشر تعيش معهم، وبلغت نسبة الأزواج القاطنين مع بعضهم البعض 53.9% من أصل المجموع الكلي للأسر، ونسبة 18.7% من الأسر كان لديها معيلات من الإناث دون وجود شريك،  بينما كانت نسبة 5.3% من الأسر لديها معيلون من الذكور دون وجود شريكة وكانت نسبة 22.1% من غير العائلات. تألفت نسبة 18.8% من أصل جميع الأسر من عدة أفراد يعيشون في نفس المنزل ونسبة 7.3% كانت تتألف من شخص يعيش بمفرده يبلغ من العمر 65 عاماً أو أكثر. وبلغ متوسط حجم الأسرة المعيشية 3.23، أما متوسط حجم العائلات فبلغ 3.71.
بلغ العمر الوسطي للسكان 30.0 عاماً. وكانت نسبة 33.4% من القاطنين تحت سن الثامنة عشر، وكانت نسبة 9.4% بين الثامنة عشر والرابعة والعشرين عاماً، ونسبة 27.8% كانت واقعةً في الفئة العمرية ما بين الخامسة والعشرين والرابعة والأربعين عاماً، ونسبة 18.1% كانت ما بين الخامسة والأربعين والرابعة والستين، ونسبة 8.9% كانت ضمن فئة الخامسة والستين عاماً فما فوق. يوجد لكل 100 أنثى 93.8 ذكر، ويوجد لكل 100 أنثى في الثامنة عشر من عمرها فما فوق 89.2 ذكر.
بلغ متوسط دخل الأسرة في المدينة 33,161 دولارًا، أما متوسط دخل العائلة فبلغ 36,910 دولارًا. وكان متوسط دخل الذكور 36,753 دولارًا مقابل 24,514 دولارًا للإناث. وسجل دخل الفرد الخاص بالمدينة 13,874 دولارًا. وكانت نسبة 20.6% من العائلات ونسبة 22.8% من السكان تحت خط الفقر، وكان من هؤلاء نسبة 29.8% تحت سن الثامنة عشر ونسبة 14.8% في الخامسة والستين من العمر وما فوق.

### تعداد عام 2010
بلغ عدد سكان إل سنترو 42,598 نسمة بحسب تعداد عام 2010، وبلغ عدد الأسر 13,108 أسرة وعدد العائلات 10,210 عائلة مقيمة في المدينة. في حين سجلت الكثافة السكانية 1,386.7 نسمة لكل كيلومتر مربع (3,591.5/ميل2). وبلغ عدد الوحدات السكنية 14,476 وحدة بمتوسط كثافة قدره 471.2 لكل كيلومتر مربع (1,220.4/ميل2).
وتوزع التركيب العرقي للمدينة بنسبة 59.57% من البيض و2.54% من الأمريكيين الأفارقة و1.30% من الأمريكيين الأصليين و2.27% من الأمريكيين ذوي الأصول الآسيوية و0.08% من سكان جزر المحيط الهادئ و29.01% من الأعراق الأخرى و5.24% من عرقين مختلطين أو أكثر و81.58% من الهسبانيون أو اللاتينيون من أي عرق.
بلغ عدد الأسر 13,108 أسرة كانت نسبة 47.7% منها لديها أطفال تحت سن الثامنة عشر تعيش معهم، وبلغت نسبة الأزواج القاطنين مع بعضهم البعض 50% من أصل المجموع الكلي للأسر، ونسبة 21.7% من الأسر كان لديها معيلات من الإناث دون وجود شريك،  بينما كانت نسبة 6.2% من الأسر لديها معيلون من الذكور دون وجود شريكة وكانت نسبة 22.1% من غير العائلات. تألفت نسبة 18.8% من أصل جميع الأسر من عدة أفراد يعيشون في نفس المنزل ونسبة 7.7% كانت تتألف من شخص يعيش بمفرده يبلغ من العمر 65 عاماً أو أكثر. وبلغ متوسط حجم الأسرة المعيشية 3.19، أما متوسط حجم العائلات فبلغ 3.64.
بلغ العمر الوسطي للسكان 31.8 عاماً. وكانت نسبة 29.7% من القاطنين تحت سن الثامنة عشر، وكانت نسبة 11.3% بين الثامنة عشر والرابعة والعشرين عاماً، ونسبة 25% كانت واقعةً في الفئة العمرية ما بين الخامسة والعشرين والرابعة والأربعين عاماً، ونسبة 23.3% كانت ما بين الخامسة والأربعين والرابعة والستين، ونسبة 10.7% كانت ضمن فئة الخامسة والستين عاماً فما فوق. وتوزع التركيب الجنسي للسكان بنسبة 48.6% ذكور و51.4% إناث.

## المناخ
يظهر الجدول التالي التغييرات المناخية على مدار السنة لإل سنترو:
| البيانات المناخية لـإل سنترو      | البيانات المناخية لـإل سنترو | البيانات المناخية لـإل سنترو | البيانات المناخية لـإل سنترو | البيانات المناخية لـإل سنترو | البيانات المناخية لـإل سنترو | البيانات المناخية لـإل سنترو | البيانات المناخية لـإل سنترو | البيانات المناخية لـإل سنترو | البيانات المناخية لـإل سنترو | البيانات المناخية لـإل سنترو | البيانات المناخية لـإل سنترو | البيانات المناخية لـإل سنترو | البيانات المناخية لـإل سنترو |
| الشهر                             | يناير                        | فبراير                       | مارس                         | أبريل                        | مايو                         | يونيو                        | يوليو                        | أغسطس                        | سبتمبر                       | أكتوبر                       | نوفمبر                       | ديسمبر                       | المعدل السنوي                |
| --------------------------------- | ---------------------------- | ---------------------------- | ---------------------------- | ---------------------------- | ---------------------------- | ---------------------------- | ---------------------------- | ---------------------------- | ---------------------------- | ---------------------------- | ---------------------------- | ---------------------------- | ---------------------------- |
| الدرجة القصوى °ف (°م)             | 90 (32)                      | 93 (34)                      | 102 (39)                     | 109 (43)                     | 116 (47)                     | 121 (49)                     | 122 (50)                     | 124 (51)                     | 120 (49)                     | 112 (44)                     | 98 (37)                      | 95 (35)                      | 124 (51)                     |
| متوسط درجة الحرارة الكبرى °ف (°م) | 67.7 (19.8)                  | 72.8 (22.7)                  | 77.8 (25.4)                  | 86.0 (30.0)                  | 94.5 (34.7)                  | 102.7 (39.3)                 | 106.7 (41.5)                 | 105.8 (41.0)                 | 101.4 (38.6)                 | 90.9 (32.7)                  | 78.4 (25.8)                  | 69.5 (20.8)                  | 88.4 (31.3)                  |
| متوسط درجة الحرارة الصغرى °ف (°م) | 39.4 (4.1)                   | 46.6 (8.1)                   | 50.2 (10.1)                  | 55.9 (13.3)                  | 63.2 (17.3)                  | 70.1 (21.2)                  | 77.8 (25.4)                  | 79.6 (26.4)                  | 72.4 (22.4)                  | 60.0 (15.6)                  | 54.9 (12.7)                  | 40.8 (4.9)                   | 59.4 (15.2)                  |
| أدنى درجة حرارة °ف (°م)           | 14 (−10)                     | 22 (−6)                      | 21 (−6)                      | 33 (1)                       | 36 (2)                       | 42 (6)                       | 52 (11)                      | 54 (12)                      | 48 (9)                       | 33 (1)                       | 24 (−4)                      | 22 (−6)                      | 14 (−10)                     |
| الهطول إنش (مم)                   | 0.50 (13)                    | 0.47 (12)                    | 0.32 (8.1)                   | 0.06 (1.5)                   | 0.03 (0.76)                  | 0.01 (0.25)                  | 0.07 (1.8)                   | 0.28 (7.1)                   | 0.34 (8.6)                   | 0.38 (9.7)                   | 0.19 (4.8)                   | 0.43 (11)                    | 3.07 (78)                    |
| متوسط الرطوبة النسبية (%)         | 45.1                         | 39.6                         | 33.1                         | 25.0                         | 21.3                         | 16.5                         | 21.1                         | 25.6                         | 25.0                         | 28.8                         | 37.2                         | 45.0                         | 30.3                         |
| ساعات سطوع الشمس الشهرية          | 245.2                        | 246.7                        | 314.6                        | 346.1                        | 388.1                        | 400.7                        | 390.9                        | 368.5                        | 337.1                        | 304.4                        | 246.0                        | 236.0                        | 3٬824٫3                      |
| نسبة وصول أشعة الشمس              | 79                           | 81                           | 85                           | 88                           | 89                           | 92                           | 88                           | 88                           | 87                           | 85                           | 80                           | 78                           | 86                           |
| المصدر:                           |                              |                              |                              |                              |                              |                              |                              |                              |                              |                              |                              |                              |                              |

## أعلام
- روبرت توماس
- ريتشارد كار
- راي زين
- مانويل أورتيز
- تومي هينكلي
- نثنائيل وست